# Liste der Naturdenkmale in Oberstenfeld
| Naturdenkmale | Anzahl |
| ------------- | ------ |
| FND           | 11     |
| END           | 9      |
| Gesamt        | 20     |

Die Liste der Naturdenkmale in Oberstenfeld nennt die verordneten Naturdenkmale (ND) der im baden-württembergischen Landkreis Ludwigsburg liegenden Gemeinde Oberstenfeld. In Oberstenfeld gibt es insgesamt zwanzig als Naturdenkmal geschützte Objekte, davon elf flächenhafte Naturdenkmale (FND) und neun Einzelgebilde-Naturdenkmale (END).
Stand: 30. Oktober 2016.

## Flächenhafte Naturdenkmale (FND)
| Name                                          | Bild | Kennung     | Einzelheiten | Position | Fläche Hektar | Datum        |
| --------------------------------------------- | ---- | ----------- | ------------ | -------- | ------------- | ------------ |
| Birnbaum-Allee                                | BW   | 81180600009 | Oberstenfeld | ⊙        | 0,4           | 6. Juli 1988 |
| Ehemaliger Steinbruch im Gewann Egerten       | BW   | 81180600007 | Oberstenfeld | ⊙        | 0,9           | 6. Juli 1988 |
| Feuchtgebiet beim „Rebbühl“                   | BW   | 81180600014 | Oberstenfeld | ⊙        | 0,2           | 6. Juli 1988 |
| Feuchtgebiet „Unter der Großbottwarer Straße“ | BW   | 81180600008 | Oberstenfeld | ⊙        | 2,6           | 6. Juli 1988 |
| Feuchtwiesen „Hasenwiesen“                    | BW   | 81180600011 | Oberstenfeld | ⊙        | 0,2           | 6. Juli 1988 |
| Feuchtwiesen „Muckenloch II“                  | BW   | 81180600013 | Oberstenfeld | ⊙        | 0,5           | 6. Juli 1988 |
| Feuchtwiesen u. Gehölz „Muckenloch I“         | BW   | 81180600012 | Oberstenfeld | ⊙        | 2,0           | 6. Juli 1988 |
| Gehölz Benzleswiesen                          | BW   | 81180600018 | Oberstenfeld | ⊙        | 0,8           | 2. Apr. 1993 |
| Kohlkammer                                    | BW   | 81180600017 | Oberstenfeld | ⊙        | 2,4           | 6. Juli 1988 |
| Pflanzenstandort Eichhalde                    | BW   | 81180600019 | Oberstenfeld | ⊙        | 0,3           | 2. Apr. 1993 |
| Pflanzenstandort Neuwiesen                    | BW   | 81180600020 | Oberstenfeld | ⊙        | 0,2           | 2. Apr. 1993 |
| Legende für Naturdenkmal                      |      |             |              |          |               |              |

## Einzelgebilde (END)
| Name                         | Bild | Kennung     | Einzelheiten | Position | Fläche Hektar | Datum        |
| ---------------------------- | ---- | ----------- | ------------ | -------- | ------------- | ------------ |
| Krugeiche                    |      | 81180600015 | Oberstenfeld | ⊙        | 0,0           | 6. Juli 1988 |
| Sommerlinden „Laubengang“    | BW   | 81180600004 | Oberstenfeld | ⊙        | 0,0           | 6. Juli 1988 |
| 1 Birnbaum                   | BW   | 81180600016 | Oberstenfeld | ⊙        | 0,0           | 6. Juli 1988 |
| 1 Kornelkirsche (Cornus mas) | BW   | 81180600003 | Oberstenfeld | ⊙        | 0,0           | 6. Juli 1988 |
| 1 Roßkastanie (SW-Baum)      | BW   | 81180600001 | Oberstenfeld | ⊙        | 0,0           | 6. Juli 1988 |
| 1 Roßkastanie (NO-Baum)      | BW   | 81180600002 | Oberstenfeld | ⊙        | 0,0           | 6. Juli 1988 |
| 1 Traubeneiche               | BW   | 81180600021 | Oberstenfeld | ⊙        | 0,0           | 2. Apr. 1993 |
| 1 Winterlinde                | BW   | 81180600005 | Oberstenfeld | ⊙        | 0,0           | 6. Juli 1988 |
| 1 Zuckerbirnbaum             | BW   | 81180600006 | Oberstenfeld | ⊙        | 0,0           | 6. Juli 1988 |
| Legende für Naturdenkmal     |      |             |              |          |               |              |